# سومین دوره جوایز اسکار
سومین دوره مراسم اسکار به فیلم‌هایی که در فاصله زمانی  یک اوت ۱۹۲۹ تا ۳۱ ژوئیه،۱۹۳۰ اکران شده بود اهدا شد .  لوئیس مایلستون برای فیلم در جبهه غرب خبری نیست برنده بهترین کارگردانی شد .

## نامزدی‌ها و جوایز
| جایزه اسکار بهترین فیلم | جایزه اسکار بهترین کارگردانی |
| --- | --- |

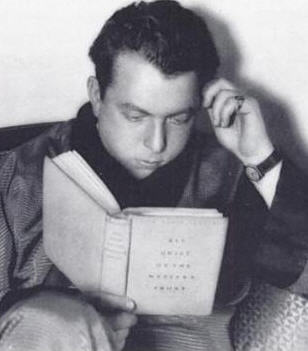
لوئیس مایلستون، برنده بهترین کارگردانی

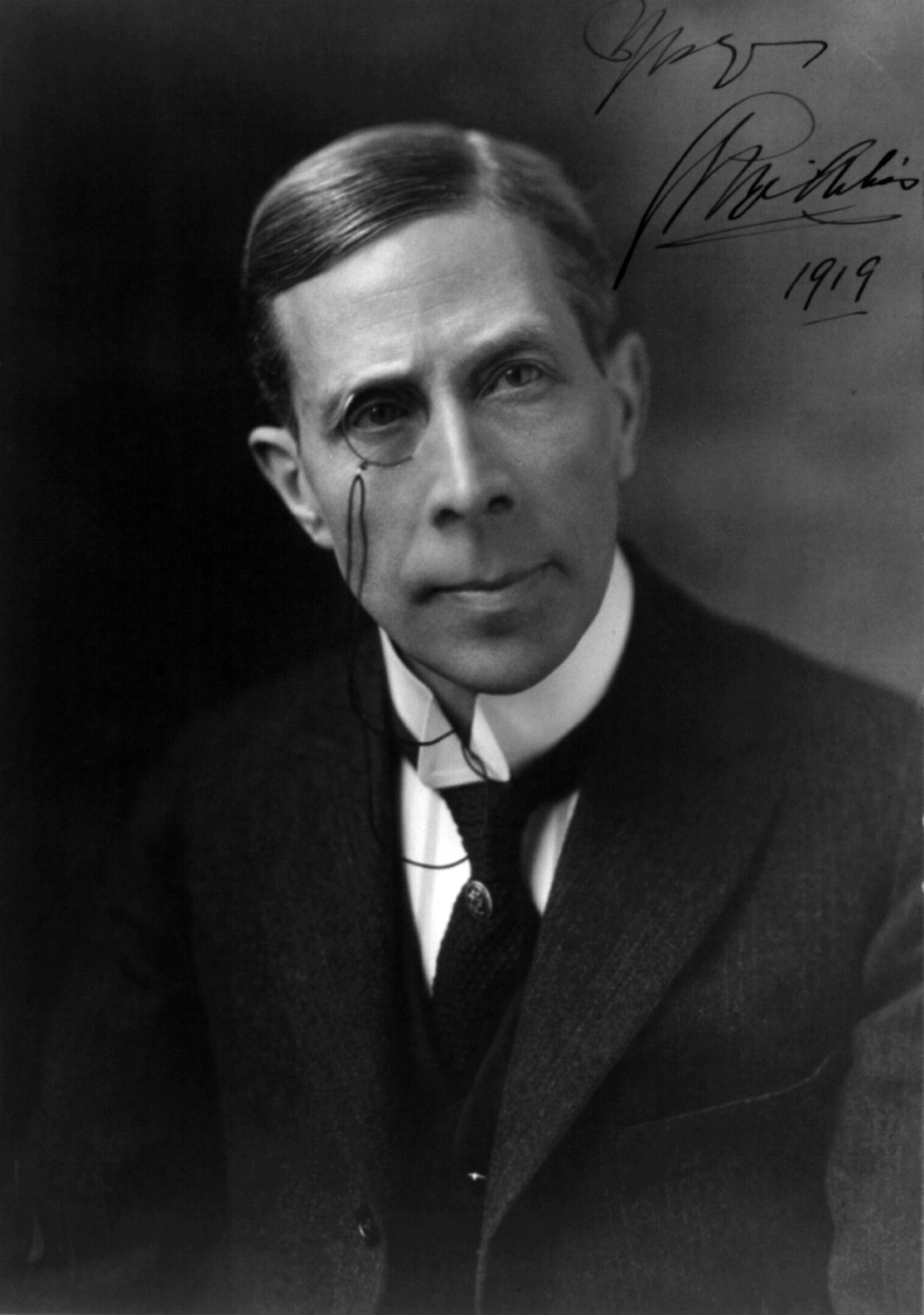
جرج آرلیس، برنده بهترین بازیگر نقش اول مرد

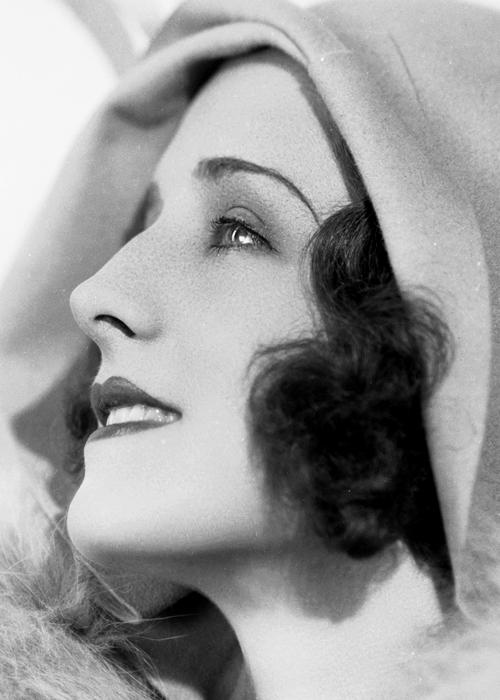
نورما شیرر، برنده بهترین بازیگر نقش اول زن

| - کارل لملی جونیور, یونیورسال استودیوز– در جبهه غرب خبری نیست - ایروینگ تالبرگ و مترو گلدوین مایر– خانه بزرگ (فیلم ۱۹۳۰) - جک وارنر and داریل اف. زانوک و وارنر برادرز – دیزرائیلی (فیلم ۱۹۲۹) - رابرت زی. لنرد و مترو گلدوین مایر - زن مطلقه - ارنست لوبیچ و پارامونت پیکچرز– جلوه عشق | - لوئیس مایلستون – در جبهه غرب خبری نیست - کلارنس براون– آنا کریستی (فیلم ۱۹۳۰) - کلارنس براون– عشق (فیلم ۱۹۳۰) - رابرت زی. لنرد– زن مطلقه - ارنست لوبیچ– جلوه عشق - کینگ ویدور – Hallelujah! |
| جایزه اسکار بهترین بازیگر نقش اول مرد | جایزه اسکار بهترین بازیگر نقش اول زن |
| - جرج آرلیس– دیزرائیلی (فیلم ۱۹۲۹) - جرج آرلیس– الهه سبز (فیلم ۱۹۳۰) - والاس بیری– خانه بزرگ (فیلم ۱۹۳۰) - موریس شوالیه– آبگیر بزرگ / جلوه عشق - رونالد کولمن– بولداگ درومند (فیلم ۱۹۲۹) / محکوم (فیلم) - لارنس تیبت– آواز یاغی                                                         | - نورما شیرر– زن مطلقه - نانسی کرول– تعطیلی شیطان - روت چترتن– سارا و پسرش - گرتا گاربو– آنا کریستی (فیلم ۱۹۳۰) / عشق (فیلم ۱۹۳۰) - نورما شیرر– به میل خودشان - گلوریا سوانسون– متجاوز        |
| جایزه اسکار بهترین فیلم‌نامه اقتباسی | جایزه اسکار بهترین صدا |
| - خانه بزرگ (فیلم ۱۹۳۰)– فرانسیس ماریون - در جبهه غرب خبری نیست– جورج ابوت, مکسول اندرسون and دل اندروز - دیزرائیلی (فیلم ۱۹۲۹)– جولین جوزفسون - زن مطلقه– جان میئن (فیلم‌نامه‌نویس) - خیابان شانس (فیلم ۱۹۳۰)– هاوارد استابروک                                                           | - خانه بزرگ (فیلم ۱۹۳۰)– Douglas Shearer - The Case of Sergeant Grischa– John E. Tribby - جلوه عشق&– فرانکلین هنسن - Raffles– Oscar Lagerstrom - نغمه شعله&– George Groves                    |
| جایزه اسکار بهترین فیلمبرداری | جایزه اسکار بهترین طراحی صحنه |
| - به همراه برد در قطب جنوب– جوسف تی. راکر and ویلارد فن در ویر - در جبهه غرب خبری نیست– آرتور ادسون - آنا کریستی (فیلم ۱۹۳۰)– ویلیام اچ. دانیلز - فرشته‌های جهنم (فیلم)– تونی گائودیو and هری پری - جلوه عشق– ویکتور میلنر                                                               | - پادشاه جاز– هرمان روسه - بولداگ درومند (فیلم ۱۹۲۹)– ویلیام کمرون مینزیز - جلوه عشق– هانس درایر - سالی (فیلم ۱۹۲۹)&– Jack Okey - The Vagabond King– هانس درایر                               |